# NGC 5423
NGC 5423 (другие обозначения — UGC 8952, MCG 2-36-17, ZWG 74.59, NPM1G +09.0354, PGC 50028) — галактика в созвездии Волопас.
Этот объект входит в число перечисленных в оригинальной редакции «Нового общего каталога».